# Jeong Bo-kyeong
Jeong Bo-kyeong (Hangul: 정보경; 17. travnja 1991.) južnokorejska je džudašica, natjecateljica u kategoriji do 48 kg. U 2016. godini bila je 8. džudašica svijeta.
Osvajačica je brončanog odličja sa Svjetskog prvenstva 2015. u Astani. Iste godine, na Ljetnoj univerzijadi  u Gwangjuu bila je zlatna u svojoj kategoriji.
Odličnim uspjesima u 2015. godini, plasirala se na Olimpijske igre 2016. u Rio de Janeiru, gdje je osvojila srebrno odličje, izgubivši u završnici za 10 bodova od argentinske džudašice Paule Pareto.